# Hall-delgrupp
Inom matematiken är en Hall-delgrupp av en ändlig grupp G en delgrupp vars ordning är relativt prim till dess index. De introducerades av gruppteoretikern Philip Hall (1928).